# 1856 год в науке

## События
- Открыто шаровое скопление NGC 6539.
- Получен краситель мовеин.
- Открыты гликоли (двухатомные спирты).
- Сформулирован закон Дарси.
- Запатентован бессемеровский процесс.

## Награды
- Медаль Копли — А. Мильн-Эдвардс.
- Медаль Волластона — У. Э. Логан.

## Родились
- 10 июля — Никола Тесла — физик, инженер, изобретатель в области электротехники и радиотехники.
- 18 июля — Август Дезире Уоллер, английский физиолог, доктор медицины (умер. 1922).

## Скончались
- 12 февраля — Н. И. Лобачевский.
- 25 февраля — Джордж Дон.
- 2 июля — Иоганн Михаэль Йозеф Саломон,  немецкий математик.
- 9 июля — Амедео Авогадро.
- 24 августа — Уильям Баклэнд.
- 28 сентября — Франц Карл Моверс, немецкий римско-католический богослов, востоковед и педагог (род. 1806)[1][2].
- 20 ноября — Фаркаш Бойяи.